# 와이언도트 네이션
와이언도트 네이션(Wyandotte Nation)은 미국 연방정부에서 공인한 북미 원주민 부족 가운데 하나로, 오클라호마주 동북부의 와이언도트읍을 본산으로 삼고 있다.  2022년 현재 인구는 6883명이다. 카지노, 주유소, 자동차정비소 운영권을 가지고 있다.
이들은 원래 오대호의 휴런호 연안에 살던 웬다트(휴런)인의 후예다. 17세기에 호디노쇼니(이로쿼이)인과의 전쟁에서 대패한 웬다트 연맹이 와해되었을 때 그 부족민들은 크게 동쪽과 남쪽으로 달아났는데, 남쪽으로 달아난 일파가 미국의 와이언도트족이 되었고, 동쪽으로 달아난 이들은 캐나다 휴런족이 되었다. 
고향을 등지고 남하한 직후의 와이언도트는 원래 미시간주에 자리잡았으나, 백인들과 미국 연방정부에게 점점 서쪽으로, 남쪽으로 밀려나서 오하이오주, 캔자스주를 거쳐 결국 오클라호마 인디언 보호구역에 정착했다.